# Chilicola mavida
Chilicola mavida är en biart som beskrevs av Toro och Harold Norman Moldenke 1979. Chilicola mavida ingår i släktet Chilicola och familjen korttungebin. Inga underarter finns listade i Catalogue of Life.